# Die Heimat Hessen
Die Heimat Hessen (bis Juni 2023 NPD Hessen) ist der Landesverband der rechtsextremen Kleinpartei Die Heimat in Hessen. Bei der Landtagswahl in Hessen 1966 konnte sie zum ersten und einzigen Mal in den hessischen Landtag einziehen. Landesvorsitzender ist seit Oktober 2022 Stefan Jagsch.

## Geschichte
Nach der Gründung der NPD im Jahr 1964 bildeten sich rasch Landesverbände. Der Landesverband Hessen entstand 1965, und Heinrich Fassbender wurde zum ersten Landesvorsitzenden gewählt. Auch in Hessen bildeten die Strukturen der sich auflösenden DRP die Grundlage der Organisation der neuen Partei.
Der Wahlkampf für die Landtagswahl in Hessen 1966 wurde intensiv auch von den anderen Landesverbänden unterstützt. Die NPD konzentrierte sich auf die ländlichen Gebiete und die Hochburgen der bisherigen DRP. Bei den Landtagswahlen erreichte sie mit 7,9 % und 8 Mandaten den ersten Einzug der Partei in ein deutsches Landesparlament. Sie profitierte dabei von der im Bund regierenden Großen Koalition. Durch dieses Bündnis war die CDU in die Mitte gerückt, und der NPD gelang es, unzufriedene Wähler vom rechten Rand zu gewinnen.
Die Wahlstatistik belegte, dass die Wähler der NPD Hessen bei dieser Wahl weitaus überwiegend Männer mittleren Alters waren:
| Alter        | Männer | Frauen | Gesamt |
| 21–29 Jahre  | 8,2 %  | 4,7 %  | 6,5 %  |
| 30–44 Jahre  | 10,0 % | 6,4 %  | 8,2 %  |
| 45–59 Jahre  | 12,6 % | 7,7 %  | 9,8 %  |
| 60 Jahre - … | 8,6 %  | 4,7 %  | 6,5 %  |
| Gesamt       | 10,0 % | 6,0 %  | 7,9 %  |

Im Landtag waren die Abgeordneten der NPD isoliert. So wurde der Hauptausschuss verkleinert und bei der Besetzung der Ausschüsse das D’Hondt-Verfahren verwendet, das kleine Parteien benachteiligt. Auch eine Beteiligung der NPD in Ältestenrat, Präsidium und Rundfunkrat des HR wurde so verhindert. Auch war die Arbeit von Partei und Fraktion bald von Streit geprägt, der mit dem Austritt des Landesvorsitzenden Heinrich Fassbender am 7. November 1970 seinen Höhepunkt fand.
Zuvor hatte die Partei jedoch bei den Kommunalwahlen in Hessen 1968 erneut einen Erfolg feiern können und eine Reihe von kommunalen Mandaten gewonnen. Von den 69 Mandaten in Kreisen und kreisfreien Städten in Hessen gingen jedoch alle bis auf eines bei der nächsten Kommunalwahl verloren.
Der Wahlsieg blieb Episode. Die CDU Hessen betrieb unter Alfred Dregger konsequente Oppositionspolitik. Gemeinsam mit dem Ende der großen Koalition führte dies dazu, dass die Wähler am rechten Rand sich der Union zuwandten und die NPD binnen einer Wahlperiode zur Bedeutungslosigkeit schrumpfte.
Bei den Kommunalwahlen in Hessen am 10. März 1989 gelang der NPD ein bundesweit beachteter Erfolg. Mit dem Slogan „Frankfurt muss eine deutsche Stadt bleiben“ überzeugte die NPD 6,6 % der Wähler. Die NPD sprach insbesondere jüngere Wähler an. In der Gruppe der 18 bis 24 Jahre alten männlichen Wähler wurde eine Zustimmung von 13 % erreicht.
Bei den Kommunalwahlen in Hessen 1993 wurde das rechtsextreme Wählerpotential in Frankfurt nicht mehr durch die NPD, sondern durch die Republikaner, die 9,3 % der Stimmen erhielten, ausgeschöpft. Die NPD wurde lediglich in einem Landkreis, dem Landkreis Darmstadt-Dieburg, mit 5,9 % der Stimmen in den Kreistag gewählt. Kommunalpolitischer Schwerpunkt der NPD in Hessen war die Gemeinde Wölfersheim. 1993 erhielt die NPD dort 20,9 % der Stimmen.
Auch bei den folgenden Kommunalwahlen zeigte sich ein ähnliches Bild. Bei den Kommunalwahlen in Hessen 1997 kandidierte die NPD in fünf Kreisen, zwei kreisfreien Städten und in zwölf kreisangehörigen Städten und Gemeinden und gewann zusammen 30 Kommunalmandate. Hochburgen waren Leun (21,5 %), Wölfersheim (22,7 %) und Ehringshausen (22,9 %). Das landesweite Ergebnis von 0,6 % wurde bei den Kommunalwahlen in Hessen 2001 mit 0,2 % weit unterschritten. Die NPD kandidierte in drei Landkreisen und in acht Gemeinden und büßte gerade in ihren Hochburgen den größten Teil ihrer Wähler ein.
Bei den Kommunalwahlen 2006 verfügte die NPD über 6 Sitze in Kreistagen bzw. kreisfreien Städten. Dieses Ergebnis wurde 2011 bestätigt.
Bei den Kommunalwahlen in Hessen 2016 erzielte die NPD im Landesdurchschnitt ein Ergebnis von 0,4 %. Sie konnte in vier Gemeinden zusammen 16 Mandate gewinnen (Altenstadt: 4 (10,0 %), Büdingen: 4 (10,2 %), Leun: 3 (11,2 %), Wetzlar: 5 (7,7 %)) sowie fünf Mandate in drei Kreistagen (Main-Kinzig-Kreis: 1 (0,9 %), Wetteraukreis: 2 (2,2 %), Lahn-Dill-Kreis: 2 (2,0 %)). In den vier Gemeinden trat die AfD nicht zur Wahl an. In der Stadt Wetzlar wurde Rainer Przybylski von der Stadtverordnetenversammlung zum ehrenamtlichen Stadtrat gewählt.
Bei den Kommunalwahlen in Hessen 2021 erzielte die NPD im Landesdurchschnitt ein Ergebnis von 0,1 %. Sie konnte in vier Gemeinden zusammen sieben Mandate gewinnen (Altenstadt: 3 (8,5 %), Büdingen: 1 (2,6 %), Leun: 2 (6,2 %), Wetzlar: 1 (1,2 %)) sowie zwei Mandate in zwei Kreistagen (Wetteraukreis: 1 (0,9 %), Lahn-Dill-Kreis: 1 (0,7 %)).
Bei Landtagswahlen trat die Partei lange nicht an, erzielte in den 1990er Jahren Ergebnisse im Promillebereich, konnte sich aber seit 2008 mit Resultaten rund um 1 % der abgegebenen gültigen Stimmen auf niedrigem Niveau etablieren. Bei der Landtagswahl 2013 gelang der NPD der Sprung über die für die Parteienfinanzierung wichtige Hürde von 1 %.

### Wahlergebnisse bei Landtagswahlen ab 1966
| Landtagswahlergebnisse             | Landtagswahlergebnisse | Landtagswahlergebnisse |
| Jahr                               | Stimmen                | Sitze                  |
| ---------------------------------- | ---------------------- | ---------------------- |
| 1966                               | 7,9 %                  | 8                      |
| 1970                               | 3,0 %                  | 0                      |
| 1974                               | 1,0 %                  | 0                      |
| 1978                               | 0,4 %                  | 0                      |
| 1982                               | n. a.                  | 0                      |
| 1983                               | n. a.                  | 0                      |
| 1987                               | n. a.                  | 0                      |
| 1991                               | n. a.                  | 0                      |
| 1995                               | 0,3 %                  | 0                      |
| 1999                               | 0,2 %                  | 0                      |
| 2003                               | n. a.                  | 0                      |
| 2008                               | 0,9 %                  | 0                      |
| 2009                               | 0,9 %                  | 0                      |
| 2013                               | 1,1 %                  | 0                      |
| 2018                               | 0,2 %                  | 0                      |
| 2023                               | n. a.                  | 0                      |
| Legende - n. a. – nicht angetreten |                        |                        |

## Personen

### Landtagsabgeordnete
- Anneliese Bläsing
- Werner Fischer
- Heinrich Fassbender, ab 7. November 1970 fraktionslos
- Horst-Jürgen Fuhlrott
- Hartwig Golf, eingetreten am 14. November 1969 für Abg. Dr. Woitschell
- Ulrich Kaye
- Herbert Peter
- Gustav Stürtz
- Gerhard Woitschell, verstorben am 9. November 1969

### Fraktionsvorsitzende
- Heinrich Fassbender, bis 10. Juni 1969
- Werner Fischer, 10. Juni 1969 bis 14. Juli 1970
- Ulrich Kaye, ab 14. Juli 1970

### Vorsitzende
| Zeitraum                  | Name                   |

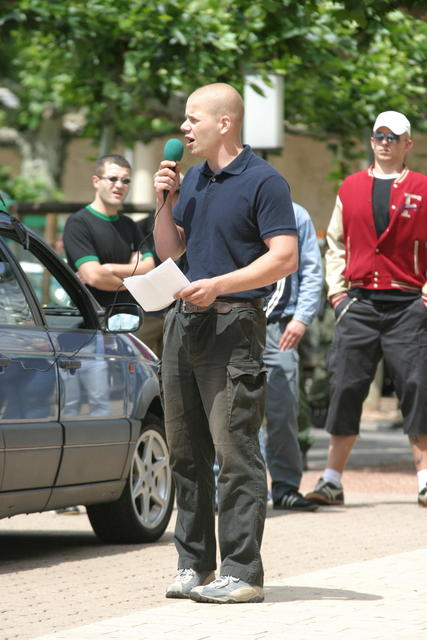
Der ehemalige Landesvorsitzende Marcel Wöll (2007)

| 1965 bis 7. November 1970 | Heinrich Fassbender    |
| 1970 bis 1973             | Horst-Jürgen Fuhlrott  |
| 1973 bis 1980             | Matthias Quintus       |
| 1980 bis 1981             | Karl Philipp           |
| 1981 bis 1987             | Erich Gutjahr          |
| 1987 bis 1991             | Hans Schmidt           |
| 1991 bis 1994             | Winfried Krauß         |
| 1994 bis 2000             | Hans Schmidt           |
| 2000 bis 2003             | Thomas Hantusch        |
| 2004 bis 2006             | Hans Schmidt           |
| Mai 2006 bis April 2008   | Marcel Wöll            |
| 2008 bis 2012             | Jörg Krebs             |
| 2012 bis 2014             | Daniel Knebel          |
| 2014 bis 2015             | Stefan Jagsch          |
| 2015 bis 2018             | Jean-Christoph Fiedler |
| 2018 bis 2022             | Daniel Lachmann        |
| seit Oktober 2022         | Stefan Jagsch          |